# Lijst van oorlogsmonumenten in Schiermonnikoog
De Nederlandse gemeente Schiermonnikoog heeft 3 oorlogsmonumenten. Hieronder een overzicht.
| Nr.  | Object                                   | Herdachte groep                          | Ontwerper              | Onthulling | Type               | Locatie                              | Plaats          | Coördinaten                  | Foto                                     |
| ---- | ---------------------------------------- | ---------------------------------------- | ---------------------- | ---------- | ------------------ | ------------------------------------ | --------------- | ---------------------------- | ---------------------------------------- |
| 242  | Oorlogsmonument                          | algemeen, burgerslachtoffers             | Steenhouwerij De Graaf | 4 mei 1980 | boom               | Willemshof, 9166 LZ                  | Schiermonnikoog | 53° 28' 43" NB, 6° 9' 42" OL | Oorlogsmonument                          |
| 359  | Monument in de N.H. kerk                 | burgerslachtoffers, vervolgden Nederland |                        |            | plaquette          | Ds. Hundlungiuspad 8                 | Schiermonnikoog | 53° 28' 45" NB, 6° 9' 37" OL | Monument in de N.H. kerk                 |
| 2451 | Oorlogsgraven op begraafplaats Vredenhof | geallieerde militairen                   |                        |            | begraafplaats/graf | Reddingsweg, 9166 PD                 | Schiermonnikoog | 53° 29' 9" NB, 6° 11' 9" OL  | Oorlogsgraven op begraafplaats Vredenhof |
|      | Stolpersteine                            | vervolgden Nederland                     | Gunter Demnig          |            | reliëf             | Zie Stolpersteine in Schiermonnikoog | Schiermonnekoog |                              |                                          |

Achtkarspelen ·
Ameland ·
Dantumadeel ·
De Friese Meren ·
Harlingen ·
Heerenveen ·
Leeuwarden ·
Noardeast-Fryslân ·
Ooststellingwerf ·
Opsterland ·
Schiermonnikoog ·
Smallingerland ·
Súdwest-Fryslân ·
Terschelling ·
Tietjerksteradeel ·
Vlieland ·
Waadhoeke ·
Weststellingwerf